# Hiroshi Katayama
Hiroshi Katayama 片山 洋 (Tokyo, 28 maggio 1940) è un ex calciatore giapponese, di ruolo difensore.

## Carriera
Ha giocato per 11 anni con la squadra del Mitsubishi Motors, l'attuale Urawa Red Diamonds. Con la nazionale ha partecipato alle
Olimpiadi 1964 e a quelle del 1968 vincendo, nella seconda edizione, la medaglia di bronzo.

## Statistiche

### Presenze e reti nei club
| Stagione | Squadra       | Campionato | Campionato | Campionato |
| Stagione | Squadra       | Comp       | Pres       | Reti       |
| -------- | ------------- | ---------- | ---------- | ---------- |
| 1965     | Mitsubishi HI | JSL        | 14         | 1          |
| 1966     | Mitsubishi HI | JSL        | 14         | 1          |
| 1967     | Mitsubishi HI | JSL        | 13         | 0          |
| 1968     | Mitsubishi HI | JSL        | 14         | 0          |
| 1969     | Mitsubishi HI | JSL        | 14         | 0          |
| 1970     | Mitsubishi HI | JSL        | 14         | 1          |
| 1971     | Mitsubishi HI | JSL        | 14         | 0          |
| 1972     | Mitsubishi HI | JSL1       | 10         | 0          |
|          | Totale        |            | 107        | 3          |